# Apiciopsis obliquaria
Apiciopsis obliquaria är en fjärilsart som beskrevs av W. Warren 1904. Apiciopsis obliquaria ingår i släktet Apiciopsis och familjen mätare. Inga underarter finns listade i Catalogue of Life.